# Festival ProEtnica
Festival ProEtnica je međuetnički festival koji se održava u rumunjskom gradu Sigišoari u razdoblju oko 21. i 24. kolovoza. Održava se pod pokroviteljstvom Društva odgojnog interetničkog centra za mladež. Službeno otvaranje je na Trgu tvrđave. Namijenjen je svim etničkim manjinama iz Rumunjske. Najveći je festival etničkih manjina iz Rumunjske i jedan od najvećih festivala takve vrste iz tog dijela Europe. Redovno se na njemu okupi više od 30 tisuća gledatelja. Hrvate iz Rumunjske tradicijski zastupa društvo Karaševska zora.